# Kloster Koprzywnica
Das Kloster Koprzywnica ist eine ehemalige Zisterzienserabtei in Polen. Es liegt in der Woiwodschaft Heiligkreuz (świętokrzyskie) in Koprzywnica ca. fünf Kilometer westlich von Tarnobrzeg.

## Geschichte

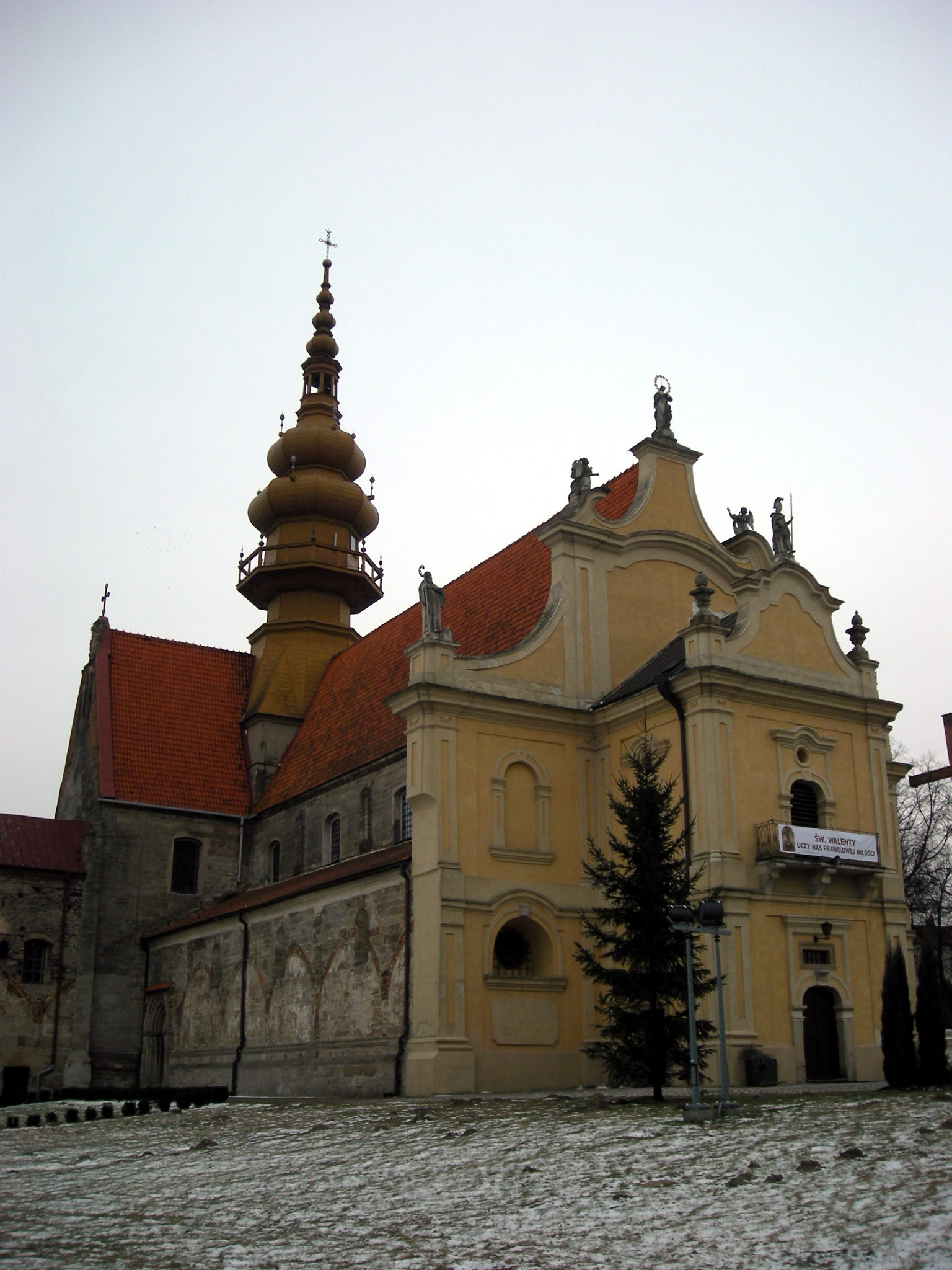
Klosterkirche

Kloster Koprzywnica wurde als 26. Tochter der Primarabtei Morimond 1178 von Kazimierz Sprawiedliwy gestiftet und 1185 durch den aus Morimond gekommenen Konvent besetzt. Die Aufhebung erfolgte 1819 (nach anderer Angabe bereits 1791).

## Bauten
Die Anlage wurde 1218 bis 1238 von einer wahrscheinlich aus Italien stammenden Zisterzienserwerkstatt errichtet (Meister Simon, vgl. Kloster Sulejów). Die ehemalige Bibliothek am Südarm des Kirchenquerschiffs und die große Sakristei stammen aus der Zeit um 1697. Von der links von der Kirche gelegenen Klausur ist der Ostflügel mit dem spätromanischen Erdgeschoss erhalten, das Obergeschoss datiert vom Ende des 16. Jahrhunderts. In ihm befindet sich der Kapitelsaal mit auf zwei Säulen mit reliefierten Kapitellen ruhendem Gewölbe. Der ehemalige Abtshof stammt aus den Jahren 1615 bis 1620.
Die Kirche ist eine Pfeilerbasilika mit vierjochigem Langhaus und Querschiff, Rundbogenarkaden und Kreuzrippengewölbe auf spitzbogigen Gurtbögen. Konsolen, Kapitelle und Schlusssteine sind mit plastischer Pflanzen- und Flechtbanddekoration geschmückt. Im Innern weist die Kirche gotische Wandmalereien auf. Die Giebel des einjochigen Chors und des Querschiffs wurden um 1507 erhöht. Die Ausstattung ist barock. Die südliche Nebenkapelle wurde 1720 abgetragen. Die Kirchenfassade sowie der mächtige, mit einer auffälligen Haube bekrönte Vierungsturm stammen aus dem Spätbarock. Seit 1821 ist die Kirche Pfarrkirche.